# Felix Femi Ajakaye
Mons. Felix Femi Ajakaye (* 25. května 1962, Ibadan) je nigerijský římskokatolický duchovní a biskup Ekiti.

## Život
Narodil se 25. května 1962 v Ibadanu.
Navštěvoval základní školu v ibadanské čtvrti Oluyoro-Titun a roku 1974 nastoupil do nižšího semináře ve čtvrti Oke-Are. Poté pokračoval do vyššího semináře svatých Petra a Pavla ve čtvrti Bodija. Dne 4. července 1987 byl vysvěcen na kněze a inkardinován do diecéze Ekiti. Po vysvěcení se stal pastoračním asistentem při katedrále svatého Patrika v Ado Ekiti. Poté byl farářem farnosti Krista Krále v Ado Ekiti, farář farnosti svaté Anny v Aramoko-Ekiti, farář prokatedrály svatého Jana v Ilawe Ekiti. Získal magisterský titul ze žurnalistiky a v období studia byl pastoračním asistentem Nazareth House v Cardiffu. Roku 2001 se vrátil dj své rodné země a stal se farářem farnosti svatého Fidelise v Ado Ekiti.
V letech 2002-2003 pobýval v Římě, kde studoval na Papežské univerzitě Gregoriana. Zde získal diplom z pastorační komunikace. Po návratu byl jmenován farářem farnosti Svaté Rodiny v Ado Ekiti. Působil také jako pastorační asistent v arcidiecézi Lagos.
Roku 2006 byl ustanoven farářem farnosti Svatého Michaela v Ado Ekiti.
Dne 16. dubna 2008 jej papež Benedikt XVI. jmenoval biskupem koadjutorem diecéze Ekiti. Biskupské svěcení přijal 12. července 2008 z rukou biskupa Michaela Patricka Olatunji Faguna a spolusvětiteli byli biskup Francis Folorunsho Clement Alonge a biskup Alfred Adewale Martins.
Dne 17. dubna 2010 biskup Michael Patrick Olatunji Fagun rezignoval na post diecézního biskupa z důvodu dosažení kanonického věku a téhož dne biskup Felix převzal jeho úřad.